# Rosslea
Rosslea är en ort i Storbritannien.   Den ligger i riksdelen Nordirland, i den västra delen av landet, 500 km nordväst om huvudstaden London. Rosslea ligger 63 meter över havet och antalet invånare är 554.
Terrängen runt Rosslea är platt åt sydost, men åt nordväst är den kuperad. Runt Rosslea är det glesbefolkat, med 20 invånare per kvadratkilometer. Närmaste större samhälle är Lisnaskea, 17,4 km väster om Rosslea. Trakten runt Rosslea består i huvudsak av gräsmarker.